# Rock N' Roll Racing
Rock N’ Roll Racing est un jeu vidéo de course créé par Silicon & Synapse (connu aujourd’hui sous le nom de Blizzard Entertainment) et publié par Interplay Entertainment le 4 juin 1993 sur les consoles Mega Drive et Super Nintendo. En 2003, il a été porté sur Game Boy Advance.

## Système de jeu
Le joueur conduit au choix l’un des cinq types de véhicules proposés en début de partie, ou à débloquer suivant l’avancement dans la partie.
Les courses se déroulent sur des circuits en 3D isométrique et il y a quatre participants. Le but du jeu est de cumuler suffisamment de points en terminant les courses pour progresser dans les divisions supérieures et changer de planètes. De nombreuses armes et bonus parsèment le circuit et vous pouvez détruire vos concurrents grâce à diverses armes comme des mines, des missiles, lasers, en les poussant hors du circuit et bien d’autres moyens encore,.
Suivant la place qu’il obtient, le joueur gagne de l’argent qui lui permet d’améliorer son véhicule.
Il peut améliorer sa vitesse, sa tenue de route, sa résistance aux dégâts, ses amortisseurs, des options propres à chaque véhicule, et son arsenal d’attaque.
On peut noter un clin d’œil à un autre jeu de Silicon & Synapse, The Lost Vikings, dont le protagoniste Olaf est ici un personnage caché.

## Accueil
Rock'n Roll Racing est encensé pour ses musiques de grande qualité, le nombre de circuits et son mode deux joueurs, le mode un joueur étant qualifié de « lassant ».

## Bande son
Le point fort de ce jeu est la bande son, qui comprend les versions instrumentales de morceaux de rock des années 1960 et 1970 :
- Born to Be Wild (Steppenwolf)
- Bad to the Bone (George Thorogood and the Destroyers)
- le thème de la série Peter Gunn
- Highway Star (Deep Purple)
- Paranoid (Black Sabbath).